# Observatorio de aves

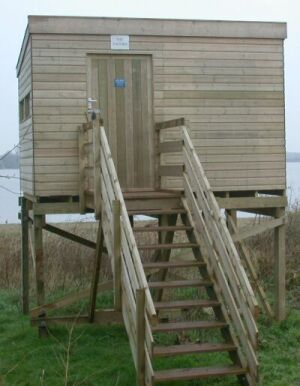
Un observatorio de aves típico perteneciente al West Midland Bird Club ubicado en la reserva natural del embalse de Belvide, Inglaterra.

Un observatorio de aves o puesto de observación es un refugio, a menudo camuflado, que se usa para practicar la observación de vida silvestre a corta distancia, particularmente de aves. Aunque estos refugios o escondrijos se construyeron originalmente como ayuda a la caza, hoy día se encuentran comúnmente en parques y humedales para el uso de observadores de aves, ornitólogos y otros aficionados a la naturaleza que no quieren perturbar la vida silvestre mientras la observan.
Un observatorio de aves típico se parece a un pequeño cobertizo o tinglado, con pequeñas aberturas, contraventanas o ventanas integradas en al menos un lado del observatorio para permitir la observación.
Junto estos observatorios típicos en forma de tinglado, existen además otras variantes de observatorios:
- torres de observación, que tienen varios pisos y permiten observaciones a grandes distancias en áreas extensas;
- pantallas para pájaros, que son pantallas similares a la pared de un observatorio típico, con o sin techo, para ocultarse tras ellas;
- machans, plataformas cubiertas erigidas sobre árboles altos o en acantilados, particularmente en la India, donde originalmente fueron empleadas por cazadores de tigres;[1]
- observatorios portátiles, estructuras en forma de tienda de campaña, empleadas a menudo por fotógrafos de la naturaleza, hechas de tela y dispuestas sobre un marco.[2]

## Galería

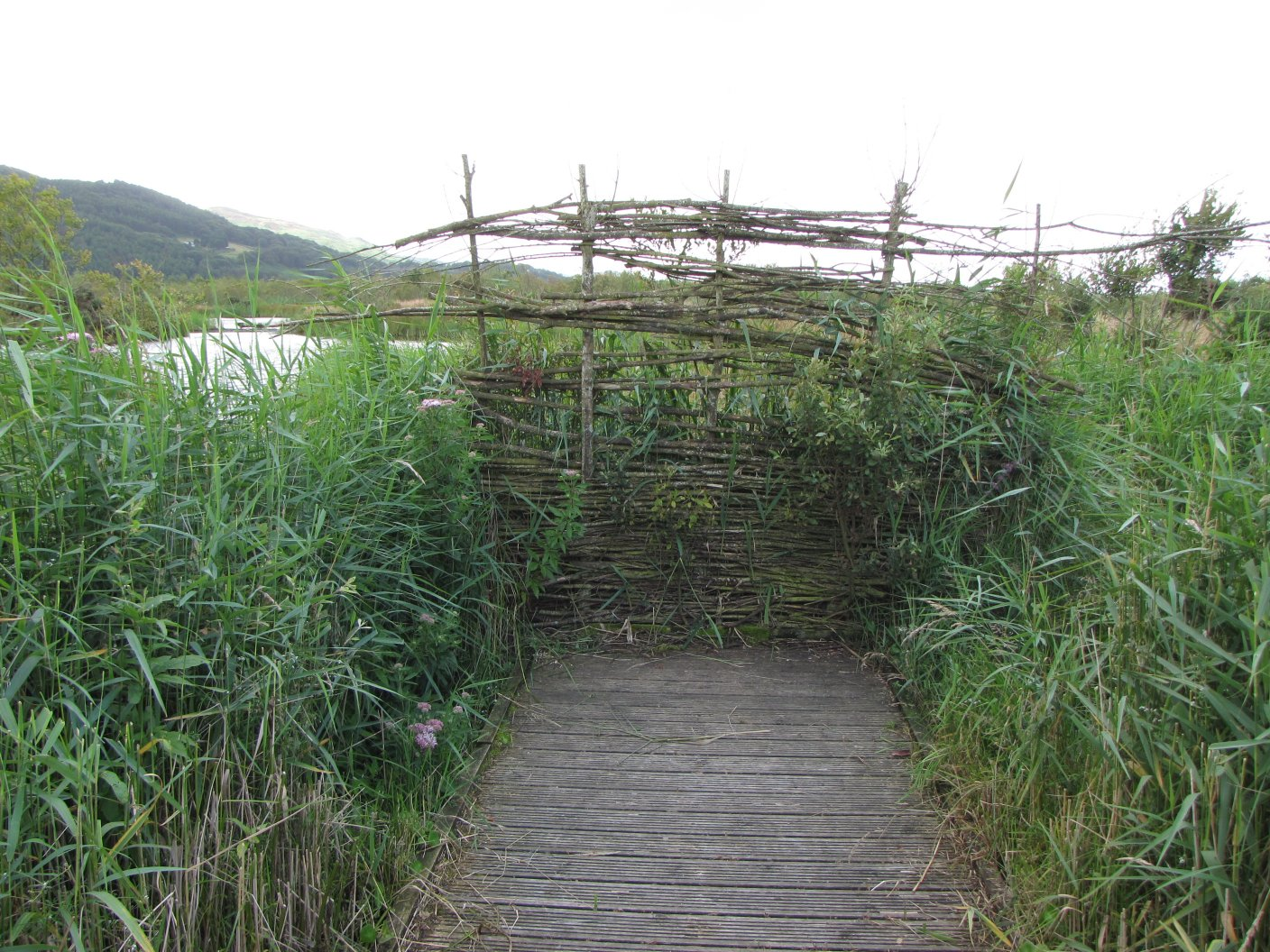
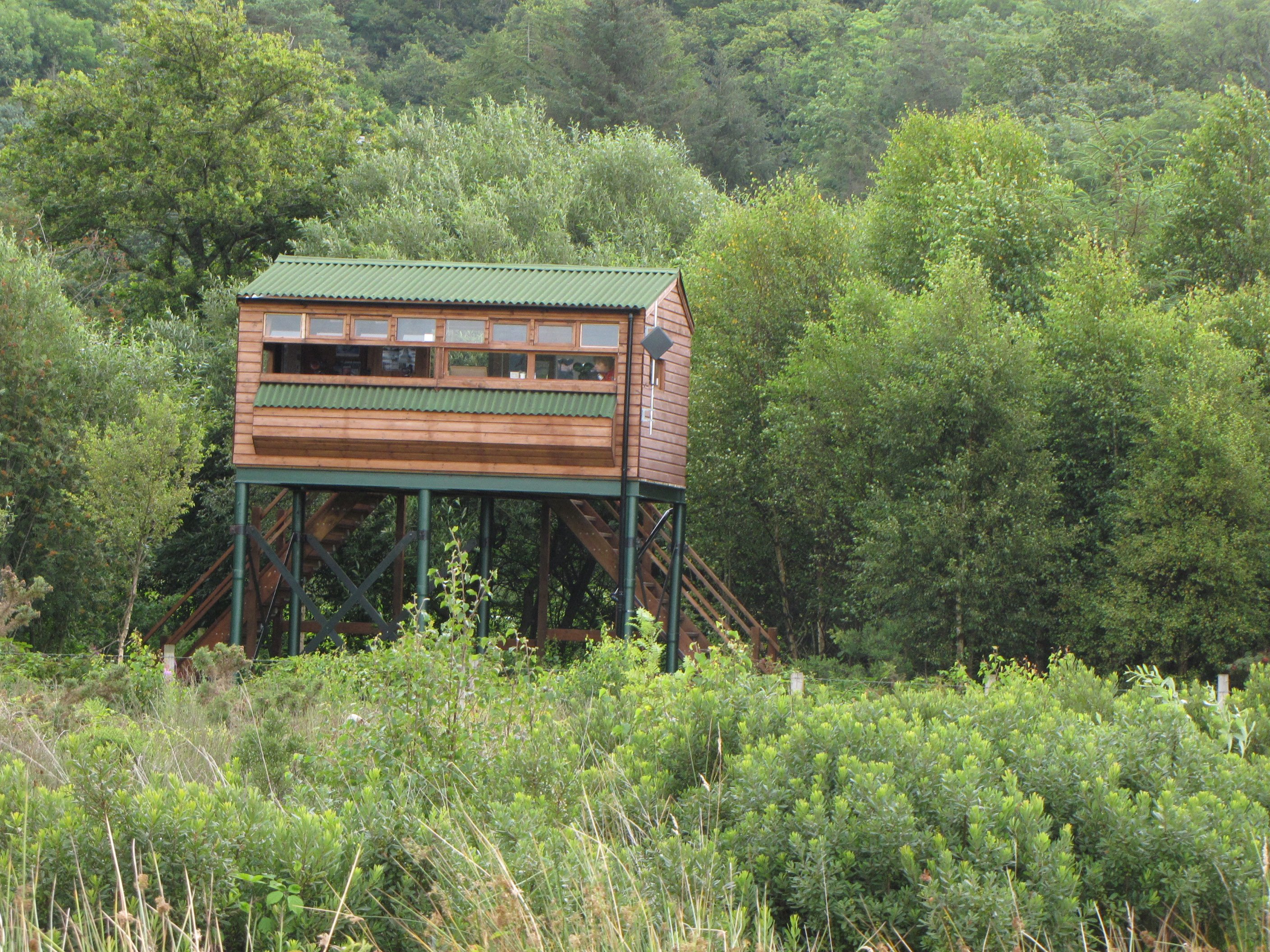
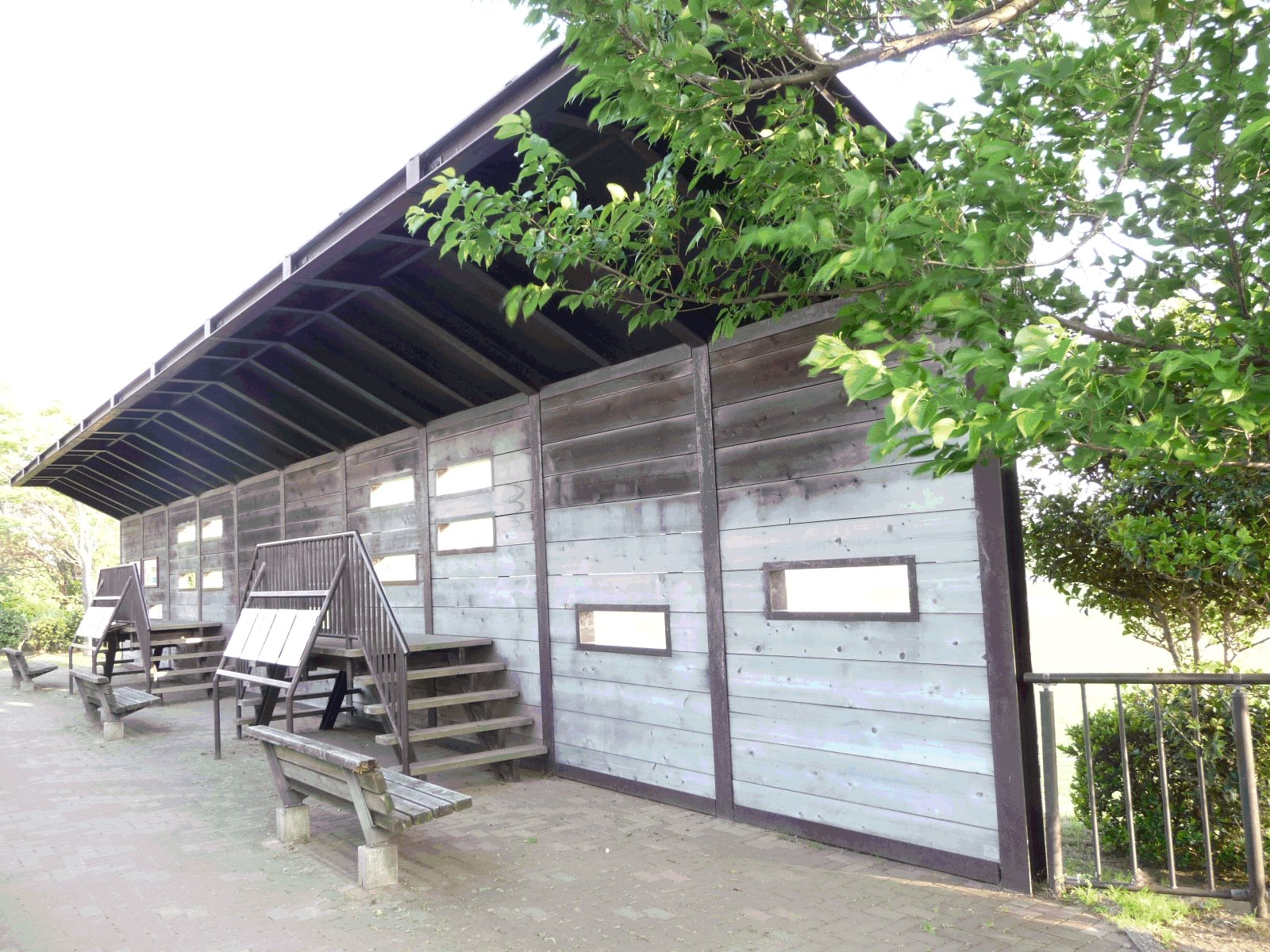
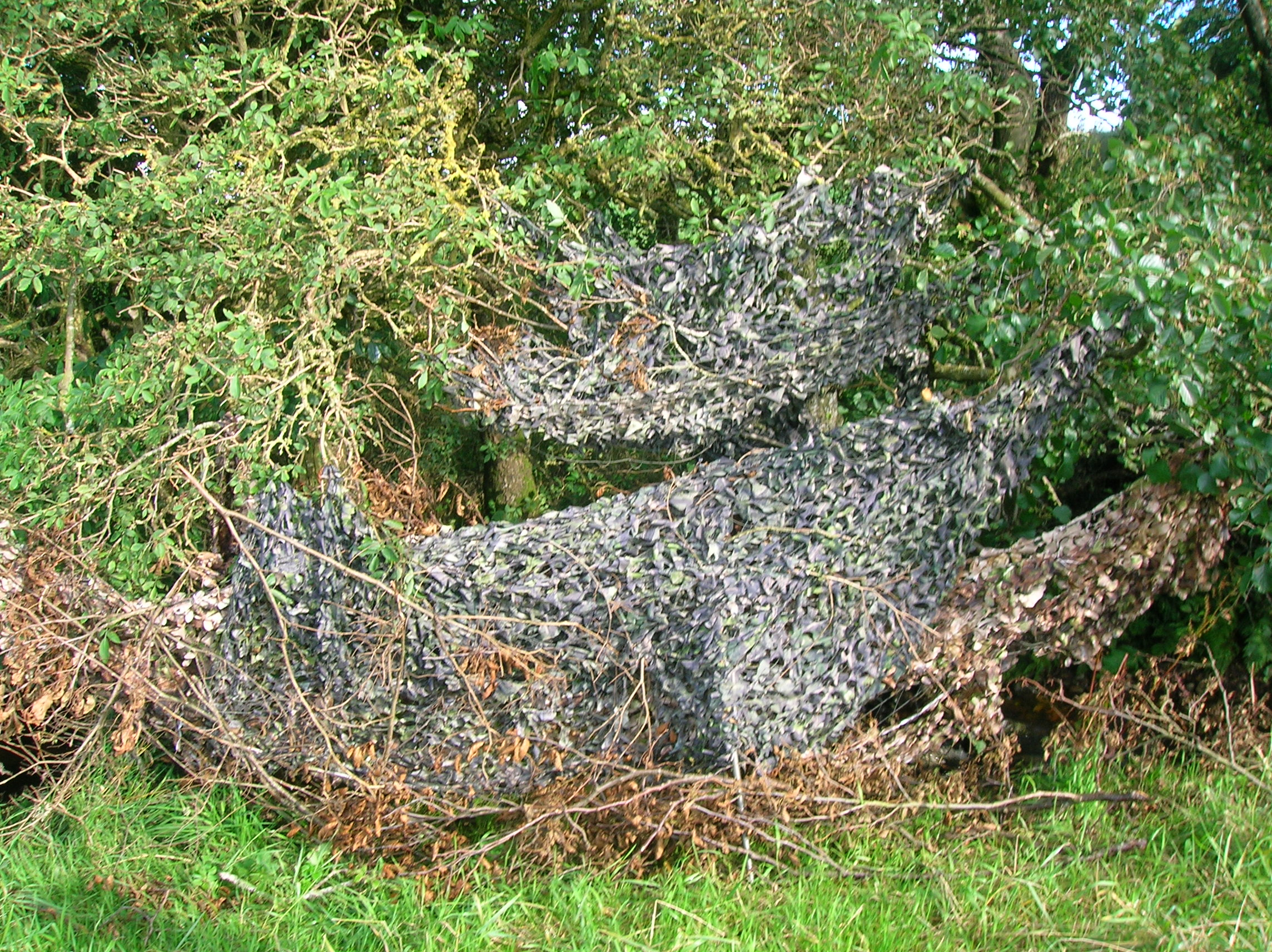